# Rocky Mountain Gun Owners
O Rocky Mountain Gun Owners, ou RMGO, é um grupo 501(c)(4) sem fins lucrativos de defesa dos direitos de armas no Colorado, Estados Unidos.

## Visão geral
O Rocky Mountain Gun Owners tornou-se conhecido por atividades de lobby agressivo que tornaram suas questões proeminentes, particularmente em primárias e assembleias de nomeação de candidatos e por sua influência em políticas públicas de armas de fogo, como "porte velado" e Legislação sobre o "constitutional carry" ("porte constitucional").
O Rocky Mountain Gun Owners afirma que é o único lobby de direitos de armas "independente" do Colorado e adota táticas de lobby que diferem de outras organizações pró-armas, como a National Rifle Association. As duas organizações trocaram críticas acaloradas uma à outra.

## Histórico
O Rocky Mountain Gun Owners foi fundado em 1996 e está registrada no escritório do Secretário de Estado do Colorado desde 10 de janeiro de 1997. Dudley Brown, um lobista da NRA no início dos anos 1990 fundou o grupo logo após deixar a afiliada estadual da NRA por ser muito permissiva com o controle de armas.
No rescaldo do massacre de Columbine, Brown representou o RMGO no noticiário nacional em apoio aos direitos das armas em meio a pedidos por mais restrições às armas de fogo. O RMGO organizou oposição a uma iniciativa eleitoral estadual de 2000, conhecida como "Emenda 22", com o objetivo de fechar a suposta "brecha na exibição de armas", exigindo verificações de antecedentes em feiras de armas. A "Emenda 22" acabou por ser aprovada. O grupo também organizou oposição e manifestações contra medidas legislativas apoiadas pelo então governador republicano Bill Owens para restringir o acesso a armas de fogo, e fez campanha contra candidatos até o xerife local que eles sentiam que não apoiava as questões de armas.

## Conflito com a NRA
Desde seus primeiros anos, o RMGO está em conflito com outros grupos, como a National Rifle Association. O RMGO foi reconhecido como "um grupo de defesa das armas tão estridente que a National Rifle Association mantém distância" e acusou a NRA de "desperdiçar tempo e dinheiro" e "beijar políticos".
A NRA retrucou desacreditando Brown como "o Al Sharpton do movimento das armas", e expressou frustração com a atenção dada aos "grupos de extrema direita" como o RMGO.
A principal fonte de tensão foi relatada como uma diferença nas táticas de lobby dos dois grupos. Com a NRA e sua afiliada estadual a Colorado State Shooting Association preferindo um lobby convencional ou uma abordagem baseada no acesso, enquanto o RMGO opta por uma abordagem de base ou baseada no confronto. O grupo acusa regularmente a NRA de não estar à altura de sua reputação.
O escopo das diferenças ideológicas foi reconhecido mais recentemente por Jim Merlino, ex-diretor de política dos democratas do Senado do Colorado, que observou: "Aqui no Colorado, a National Rifle Association é considerada uma organização de esquerda com sede em Washington. Em vez desta organização oriental. No grupo estabelecido, os proprietários de armas consideram o Rocky Mountain Gun Owner como sua voz na legislatura e no Congresso".

## Os anos 2000
Em 2000, o grupo criticou as posições dos candidatos republicanos moderados à Assembleia Geral do Colorado na preparação para as eleições primárias estaduais.
Em 2003, o RMGO foi conhecido por sua oposição aos xerifes locais do condado que revogavam as licenças de porte de armas emitidas por seus antecessores. O grupo procurou resolver esta questão e outras por meio de emendas a um projeto de reforma do porte velado naquele ano, no entanto, eles acabaram se opondo ao projeto final devido aos requisitos adicionais de treinamento e aumentou o número de locais proibidos para portadores de armas. Essas disposições eram aceitáveis para a NRA.
Em 2004, o grupo fez lobby por um projeto de lei que apagaria o banco de dados do "Colorado Bureau of Investigation" (CBI) de detentores de licenças para porte velado. Antes de 2007, os detentores de licenças eram classificados como "pessoas de interesse" pelo CBI. Em 2007, o CBI retirou os titulares de licenças dessa classificação. Apesar das extensões anteriores da lei que permitiam o banco de dados em todo o estado, a Assembleia Geral não renovou o banco de dados e, em vez disso, deixou-o expirar.

## Afiliação nacional
O Rocky Mountain Gun Owners é uma afiliada da National Association for Gun Rights, um grupo que atua como coordenador de várias organizações pró-armas em nível estadual. A NAGR também é chefiada por Dudley Brown. As duas organizações submeteram uma petição conjunta de amicus curiae à Supreme Court of the United States para o caso "McDonald v. City of Chicago" de 2010 que determinou que a Segunda Emenda se aplica a estados individuais. O relatório do RMGO et al. foi citado na opinião do tribunal.

## Ações judiciais sobre porte no campus
Em 2010, o RMGO abriu um processo contra a Colorado State University por sua tentativa de proibir os detentores de Permissão porte velado de portar no campus. A CSU posteriormente rescindiu sua proibição e o processo foi arquivado.
O RMGO também argumentou contra uma proibição semelhante no campus pela Universidade do Colorado. Em 2012, a Suprema Corte do Colorado decidiu que a proibição da Universidade sobre o porte legal de armas de fogo era ilegal, citando o "Amicus Brief" do RMGO em sua decisão de que, de acordo com a Lei do Colorado, o Conselho de Regentes da escola não deveria ter "autoridade para regulamentar o porte velado de arma no campus".

## Atividades recentes
No início de 2012, o grupo criticou o apoio do deputado estadual republicano Jim Kerr a uma medida que restringiria a venda de armas aos domingos. Kerr buscou a nomeação para uma vaga no Senado Estadual naquele ano, mas o empresário Tim Neville foi escolhido em seu lugar. No nível estadual, o RMGO apoiou cinco projetos de lei sobre armas durante a sessão legislativa de 2012.
Em abril de 2012, a presença do RMGO foi notada na convenção do Partido Republicano no Colorado, tornando as questões de armas de fogo um tópico proeminente de discussão entre os delegados. O RMGO apoiou Randy Baumgardner em sua disputa pelo Distrito 8 do Senado do Colorado ao se opor ao atual senador republicano Jean White. A literatura do RMGO durante o evento questionou o registro de direitos de armas de White e anunciou Baumgardner por responder a sua pesquisa 100%.
O RMGO é um oponente do Violence Policy Center, e questiona seus métodos.
Em 2012, o Denver Post acusou o grupo de não apresentar os documentos exigidos ao Internal Revenue Service para manter seu status de isenção de impostos.
Em 2013, o RMGO ajudou na campanha para destituir uma senadora do estado do Colorado, Evie Hudak, uma democrata que votou a favor de leis mais restritivas sobre armas. O recall foi cancelado quando a senadora Hudak renunciou e foi substituída por outra senadora democrata, Rachel Zenzinger. A senadora Zenzinger perdeu sua candidatura à reeleição nas eleições de meio de mandato de 2014 para a candidata republicana apoiada pelo RMGO-PAC, Laura J Woods. O esforço do RMGO-PAC nas eleições de meio de mandato de 2014 ajudou a mudar o controle do Senado do Estado do Colorado do controle democrata para o controle republicano quando três de seus candidatos endossados ganharam assentos legislativos.
Em agosto de 2014, a biblioteca pública em Windsor, Colorado, teve sua política de "proibição de armas" contestada pelo RMGO. O desafio ocorreu depois que um residente local foi convidado a deixar a biblioteca depois que um patrono percebeu que ele tinha uma arma em porte velado consigo. A biblioteca tinha uma placa "sem armas" afixada na porta do prédio e tinha uma política que proibia o porte de armas na biblioteca. O RMGO disse à biblioteca que sua política não estava de acordo com a lei estadual e, a menos que mudassem a política, a biblioteca enfrentaria ação legal. Em setembro de 2014, o conselho da biblioteca votou unanimemente para alterar sua política e agora permite que os detentores de licença de porte velado portem armas na biblioteca.
Em outubro de 2014, o RMGO abriu um processo contra o Secretário de Estado do Colorado para manter as informações dos doadores do RMGO privadas.
Em maio de 2019, o RMGO entrou com uma ação contra a HB19-1177, a lei de armas de "bandeira vermelha", argumentando que "Neste caso, os democratas não viram que estavam violando a Constituição para aprovar um projeto de lei que violava a Constituição".
Os proprietários de armas da Rocky Mountain processaram o estado do Colorado por causa da proibição de carregadores de armas em 2013, argumentando que isso viola a constituição. Em 13 de novembro de 2019, a Suprema Corte do Colorado ouviu os argumentos orais no caso. "Por 138 anos, a Assembleia Geral nunca proibiu uma única arma de fogo ou componente de arma de fogo, o HB-1224 é uma partida de uma tradição de 138 anos", disse Barry Arrington, o advogado que representa os proprietários de armas das Montanhas Rochosas.
Em 8 de julho, Taylor Rhodes foi nomeado o novo Diretor Executivo do RMGO, com o ex-diretor Dudley Brown continuando como Presidente da organização.